# Psyrassa cylindricollis
Psyrassa cylindricollis är en skalbaggsart som beskrevs av Linsley 1935. Psyrassa cylindricollis ingår i släktet Psyrassa och familjen långhorningar.
Artens utbredningsområde är El Salvador. Inga underarter finns listade i Catalogue of Life.